# 유니버시티 칼리지 런던
유니버시티 칼리지 런던(University College London)은 1826년에 영국 런던에 설립된 연구 중심의 공립 종합대학교로 세계 최상위 명문 대학 중 하나이다. 대학 명칭은 University College London 혹은 머리글자를 따 UCL이라고도 부른다. 약 150여 개국에서 온 학생과 교직원으로 구성한 만큼 모토 또한 '런던의 글로벌 대학교'라고 한다.
1826년 제러미 벤담의 영향을 받은 제임스 밀과 같은 공리주의자들이 영국 최초 민간대학으로 설립하였다. 영국 국적의 성공회 남성 신자만을 대상으로 교육한 옥스퍼드대학교나 케임브리지 대학교와 다르게 영국 대학 처음으로 계급, 종교, 성별, 인종에 관계없이 학문을 가르친 것으로 유명하다. UCL은 연구 중심 종합대학교로, 임페리얼 칼리지 런던, 런던정경대학교 등 런던 대학교를 구성하는 대학들 가운데 최초로 설립했으며 가장 규모가 크다.
21세기에 들어서도 이러한 인본주의와 자유주의 전통을 이어오고 있다는 평가를 받는다. 1999년까지 16개 기관을 합병하며 성장하였고, 경쟁력을 더 높이기 위하여 2002년 임페리얼 칼리지와 통합과 동시에 런던 대학교 탈퇴를 논의하였으나, 인본주의와 자유주의 전통 훼손을 염려한 교수진과 학생 그리고 동문 반대로 무산되었다. 이러한 자유주의 전통은 인도의 간디와 타고르, 일본의 이토 히로부미 등 동양 유학생을 받아들이는 계기가 되었으며 영국 최초로 유대인, 비국교도 및 가톨릭교도에도 입학을 허용한 곳이다.
UCL 주 캠퍼스가 있는 블룸즈버리(Bloomsbury)는 바로 앞뒤로 영국도서관·영국박물관이 있는 런던의 심장부이면서 유서 깊은 지역이다. 그 밖에 인근 고든 스트릿과 고든 스퀘어에도 건물이 있으며, 런던 곳곳에 대학교 건물이 흩어져 있다. 부속기관으로 도서관 · 페트리 이집트고고학박물관 · 그랜트동물비교학박물관 · 지질학컬렉션 · 아트컬렉션 · 고고학수집연구소 · 민족지학컬렉션 · 골턴컬렉션 · 사이언스컬렉션 · UCL의학병원 · 암연구소 · 이종문화학연구소 · 나노테크연구센터 등이 있다.
UCL은 2024년에만 2명의 노벨상 수상자 (졸업 동문 기준)를 배출하였는데, 노벨 화학상의 (한국에서는 알파고 및 A.I.로 잘 알려진) 데미스 허바시스 (Sir Demis Hassabis)와 노벨 물리학상의 제프리 힌튼 (Geoffrey Hinton)이 있다. 또한, 1913년 아시아 첫 노벨 문학상 수상자인 라빈드라나트 타고르, 1944년 방사성 동위 원소를 발견해 노벨 화학상을 수상한 오토 한, 1962년 DNA의 이중 나선의 구조를 밝힌 업적으로 생리의학상을 수상한 프랜시스 크릭, 2000년 노벨 경제학상의 제임스 해크만 (James Heckman), 2001년 노벨생리의학상 폴 널스 (Sir Paul Nurse), 2007년 마틴 에반스 (Sir Martin Evans), 2009년 노벨 물리학상을 수상한 찰스 카오,  (Charles Kao), 2013년 노벨 물리학상의 피터 힉스 (Peter Higgs), 2013년 제임스 로트만 (James E. Rothman), 2014년 노벨 생리의학상을 받은 존 오키프 (John O´Keefe)와그리고 2020년에는 블랙홀 연구로 잘 알려진 로저 펜로즈 (Sir Roger Penrose) 등 35명의 노벨상 수상자와 3명의 필즈상 수상자를 배출하였다.
또한, 케냐의 국부 조모 케냐타, 인도 전 총리 마하트마 간디, 일본 전 총리 고이즈미 준이치로, 플레밍의 법칙을 고안해낸 과학자 존 앰브로즈 플레밍과 양자역학과 블랙홀의 대가 로저 펜로즈, 데시벨 단위와 전화기의 아버지 알렉산더 그레이엄 벨, 스릴러 영화의 대부 앨프리드 히치콕과 다크 나이트와 인셉션을 제작한 영화감독 크리스토퍼 놀런, BBC의 인기 진행자인 조나단 로스 그리고 세계적인 얼터너티브 록 밴드 콜드플레이 등을 배출하였다.

## 한국어 명칭
University College London을 한국어로 번역할 시 혼란이 있을 수 있다. 일반적으로 한국에서 College를 단과대학으로 University를 대학교로 번역하는데 이는 미국식 표현이며 영국에서 단과대학은 주로 Faculty 또는 School이 사용된다. 따라서 UCL이 소속된 연합체인 University of London이 런던대학교이기 때문에 UCL을 하나의 단과대학으로 취급하여 런던대학으로 번역하는 것은 잘못된 표현이다. 또한 한국에서 대학이라는 명칭은 주로 2년제 전문대를 지칭하므로 종합대학교인 UCL을 런던대학이라고 번역하는 것은 혼동을 초래할 염려가 있으며 University of London은 소속기관들간 연합체의 성격을 띄며 졸업장 발급을 관리한다는 점을 고려했을 때 UCL을 런던대학이라고 번역하는 것은 오류다. 단 UCL은 런던대학교 연합에 소속은 되어있으나 졸업장을 독립적으로 발급하고 있다.
UCL은 설립 당시 London University로 불렸으나 1836년 현 킹스 칼리지 런던과 합하여 University of London이라는 연합체를 구성하게 됨으로 새로운 이름을 채택한 것이 University College이다. 런던대학교의 연합체 내 가장 오래된 학교로써 University College라고 불리게 되었으며 조지 4세에 의해 설립되었던 King's College는 이름을 그대로 유지하게 된다. 연합의 구조는 다르지만 같은 맥락에서 옥스브리지나 영국 내 오래된 다른 대학도시들에서도 최초의 학교를 University College라 부르는 것은 영국 내 관습이었다.
University College London에서 University라는 표현은 런던대학교 연합체 내 최초의 칼리지라는 의미를 내포한 고유명사이므로 UCL을 단순히 런던대학교라 하는 건 잘못된 번역이다. 따라서 University College London는 번역 시 '유니버시티칼리지런던' 또는 '런던대학교 UCL'로 부르는 것이 합당하다.
UCL을 비롯한 University of London에 소속된 17개 칼리지들은 특성화된 분야가 다르며 영국 정부 차원의 유일한 공식적 대학별 연구평가 지표인 Research Assessment Exercise (RAE)에 따르면 University of London의 모든 칼리지들은 각자 특성화 분야에서 세계 최고수준의 연구를 자랑한다.

## 역사

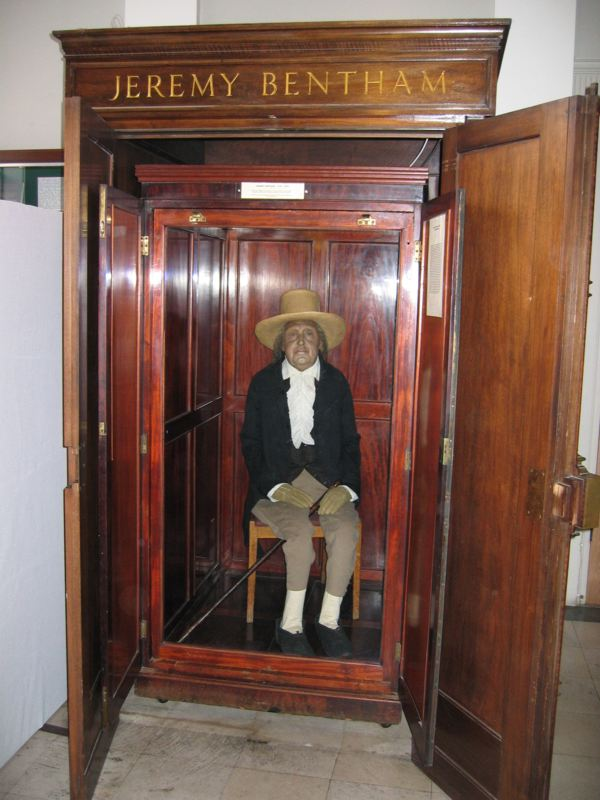
런던대 UCL 설립자들의 사상적 지도자, 제레미 벤담의 실제 시신으로 만든 박제. 머리 부분은 가짜이다.

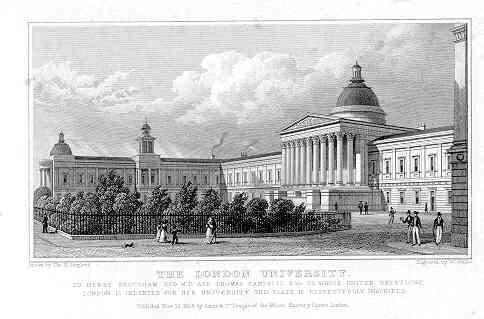
런던대학교 UCL 본관의 1827년 모습

유니버시티 칼리지 런던은 1826년 '최대다수의 최대행복'을 주장한 공리주의자 제레미 벤담와 그의 제자라 할 수 있는 존 스튜어트 밀의 아버지 제임스 밀의 영향과 기부에 의해 1826년 설립되었다. 'The common end of every person's education is happiness. (모든 사람들에게 공통적인 교육의 목표는 행복이다.), 제레미 벤담.' 벤담은 인종, 종교에 상관없이 모든 사람들이 참여할 수 있는 교육, 행복을 위한 교육을 추구했으나, 당시 케임브리지, 옥스퍼드 대학은 국교도들만을 위한 대학이었다. 이런 상황에서 벤담의 사상을 따르던 제임스 밀에의 주도 하에 새 대학을 설립한 것이다. 1826년 개교 당시에는 London university로 명명되었다. 그로부터 10년 뒤인 1836년 University of London이 설립되면서 London University는 University College London으로 이름을 바꾸게 되었다. 옥스브리지 즉 옥스포드와 캠브리지를 포함한 여러 개의 연합된 학교들로 구성되는 영국의 전통체제에서 University에 소속된 College들 중 가장 최초의 학교에게 주어지는 이름이 University College인 것이다. 옥스브리지에도 University College들이 각각 하나씩 있다. 그러나 옥스브리지와는 달리 University of London 소속 학교들 중 상당수가 독립적인 운영을 지향하고 있다. 유니버시티 칼리지 런던(UCL)은 2005년부터 자체적인 졸업장을 발급하고 있으며 이공계와 의학이 전문화된 임페리얼 칼리지 런던(Imperial College London)은 2007년 런던대학교에서 탈퇴하였다.
비국교도가 세운 비종교 대학이자 최초의 민간대학으로, 영국 최초로 계급 종교 인종 성별에 관계없이 누구나 입학을 허가하였다. 자유주의적, 인본주의적 혁신 정신을 내세워 세계 최초로 의학, 법률과 통계학뿐만 아니라 다양한 인문, 사회, 의학, 공학 분야에 체계적인 강의를 도입했다. 1878년부터 영국에서 최초로 여자에게도 학위를 수여하였다
2002년에 UCL과 임페리얼 칼리지 런던 양 학교의 통합 논의가 있었으나, 전통과 정체성을 지키려는 목적으로 재학생과 졸업생이 반대한 일이 있다. 또한 2005년에 유럽 최대 규모의 대학병원 인 UCLH(UCL Hospital)을 완공하였고, 2007년에 1조원의 예산이 들어간 Nano-tech 연구센터를 설립하였다. 2008년 현재 The Wellcome Trust와 합작하여 8500만 파운드의 비용을 들여 의학 연구단지를 추가로 설립하고 있다.

## 연구 및 수업의 특징

### 학제간 연구
유니버시티 칼리지 런던은 강력한 기초학문을 토대로 학제간 연구를 활성화해 최근에는 실용화된 연구를 각 분야에서 내놓았다. 학부생들의 경우 전공 뿐만 아니라 다른 학문을 함께 공부하도록 적극 권장받으며 재학생들은 72개의 학과 내에서 자신의 전공 이외에 관심분야의 학문을 찾아 얼마든지 공부하고 학점을 취득하여 부전공이나 복수전공으로의 졸업이 가능하다. 또한 최근에는 도시학이나 자연과학과 같은 일부 통합형 학과들을 통해 전체 수강과목의 3분의 1 이상을 자유선택으로 지정하여 학생들이 자유롭게 인문학이나 사회과학을 탐구할 수 있도록 독려하고 있다.

### 공동연구 및 수업
같은 런던 대학교의 학교들인 런던 정경대 킹스 칼리지 런던과 런던 비지니스 스쿨 등에서 원하는 강의를 듣고 학점을 취득할 수 있다. 유니버시티 칼리지 런던의 의대는 미국의 예일 대학 의대와 연구/수업 파트너쉽 (UCL-Yale Partnership)을 맺어, 학점 취득을 할 수 있도록 하였다 또한 UCL의 바틀렛 건축계획대학원 (Bartlett Faculty of Built Environment)과 런던대학교 (University of London) 경영대학원인 런던비즈니스스쿨 (London Business School)이 Centre for Scentific Enterprise Ltd (CESL)를 공동 설립하여 각 학교의 재학생들이 자신의 흥미에 맞추어 관련 공부를 교류하고 학점을 취득할 수 있게 되었고, 공동 석사과정도 신설할 계획으로 알려져 있다

## 문화
UCL은 자유롭지만 스스로 절제하는 학풍을 가졌다. 면담수업 역시 자유로운 대학생활을 누리면서도 학생 개개인이 스스로 절제하는데 도움을 주는 역할이다.
대표적인 예가 바로 UCL 학생회관에 있는 선술집이다. 이곳은 간단한 식사와 함께 알콜 도수가 낮은 맥주를 판매한다. 한국의 생활협동조합과 비슷한 곳에서 운영하는데 수익금으로 장학금도 지급한다고 한다. 학생들을 배려해 맥주가격도 시중가격의 반 정도이다. 접근성이 좋은 학내에 그것도 대대적으로 할인된 가격이라면 이로 인한 문제도 많았을 수 있었겠지만 UCL 학생들은 누군가 술에 취해 다른 사람에게 피해를 끼치는 경우는 보지 못했다고 입을 모은다. 자유로운 캠퍼스 환경을 제공하지만 학생 스스로의 절제를 요구하는 UCL만의 철학이 담겨있는 사례다.
이런 자유로운 학풍은 영국의 유명 록밴드 콜드플레이의 음악을 낳았다. 콜드플레이의 멤버 크리스 마틴과 조니 버클랜드는 1996년 UCL 신입생 환영회 때 처음 만난다. 둘의 음악적인 호기심은 펙토랄즈라는 밴드를 결성하게 만들었고 대학시절 동안 밴드활동을 하며 가수의 꿈을 키운다. 결국 콜드 플레이는 윌 챔피언과 가이 베리맨이라는 UCL 출신의 두 멤버를 영입하고 1998년 결성된다. 그들은 2008년 680만 장의 판매고로 전 세계 앨범 판매량 1위를 달성했다. 콜드플레이는 UCL의 학생 활동이 낳은 최고의 스타라고 볼 수 있다.

## 저명한 동문

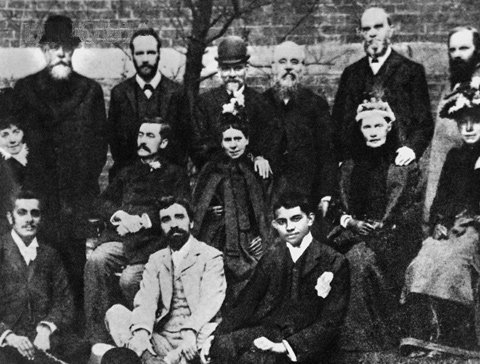
UCL 동문 마하트마 간디 - 앞줄 왼쪽에서 세번째

인도의 독립과 평화의 상징인 마하트마 간디는 유니버시티 칼리지 런던의 법학과를 졸업하였고 그와 대비적으로 일본 제국주의의 대표적인 인물 이토 히로부미는 교내 최초의 유학생들 중 한명으로 UCL의 화학과에서 수학하였다. 2000년대 초반 일본정치에 가장 큰 영향력을 발휘한 고이즈미 준이치로 전 총리는 1968년 경제학과를 졸업하였다.
구글 딥마인드의 CEO이자 동시에 바둑기사 이세돌과의 대국으로 유명해진 알파고(AlphaGo)의 핵심개발자인 데미스 허사비스 (Demis Hassabis)가 케임브리지 대학교 컴퓨터 공학과 학부 졸업생이며, 이후 허사비스는 유니버시티 칼리지 런던에서 인지과학 박사학위를 받았다.
UCL은 2024년 지금까지 본 대학 졸업생 2명이 노벨상 받은 것을 포함, 35명의 노벨상 수상자들과 3명의 필즈상 수상자들을 배출하였으며 가장 최근에는 2020년에 UCL을 졸업한 뒤 교수로도 재직한 로저 펜로즈가 블랙홀에 대한 연구로 노벨 물리학상을 받았고 2009년에는 UCL에서 박사과정을 수료한 찰스 카오 가 노벨 물리학상을 수상하였다. 런던대학교 전체를 기준으로는 무려 84명의 노벨상 수상자들이 배출되었다. 현 UCL 교수진 중에는 왕립학회에 53명, 대영학회에 51명, 왕립공학학회에 15명 그리고 의료과학학회에 117명 등이 회원으로 가입되어 있다.
영국은 물론 세계 최고의 명성을 자랑하는 UCL의 바틀렛은 1841년 영국 내 최초의 건조환경대학으로 시작하였으며 현재는 크게 건축학부, 도시계획학부, 지속가능건설학부 및 여러 연구센터들 및 특수대학원들로 구성되어 있다. 전세계적으로 인지도가 가장 높은 대학평가기관들 중 하나인 QS에 따르면 건조환경분야에서 현재 UCL이 세계 1위이고 미국 MIT가 2위이며 두 학교는 매년 최상위 자리를 놓고 엎치락뒤치락하고 있다. 패트릭 아베크롬비나 패트릭 게데스와 같은 현대 도시학의 창시자들이 교수나 학생 신분으로 UCL을 거쳐갔으며 현재는 건축학부의 피터 쿡 교수와 계획학부의 피터 홀 교수 가 전 세계적으로 저명하게 알려져 있다.
한국인으로는 케임브리지 대학교 경제학부 및 개발학대학원 교수로 재직하다가 자리를 옮겨 현재는 많은 국제기구 지도자들을 배출 런던대학교 SOAS의 경제학과 연구교수로 재직중인 장하준교수의 동생이자 유명한 저작 '온도계의 철학'으로 러커토시 임레상을 수상한 장하석 이 UCL의 과학철학과 교수를 거쳐 현재는 케임브리지 대학교 과학철학과 석좌교수로 재직하고 있으며 UCL에는 명예교수로써 이름을 남기고 있다.
2014년에는 UCL 인지신경과학연구소 및 해부학과 교수이자 왕립학회의 회원인 존 오키프가 노벨 생리학·의학상을 수상하였다. 그는 미국에서 석박사를 마친 후 1967년 UCL에서 박사후과정을 수료하였고, 현재까지 40년 넘게 UCL에서 연구 및 강의 중인 교수이다.